# الغرفة (حضرموت)

تعديل مصدري - تعديل

الغرفة هي مدينة يمنية تتبع محافظة حضرموت، بلغ تعداد سكانها 5006 نسمة حسب الإحصاء الذي أجري عام 2004.